# Martin Conway, 1. Baron Conway of Allington
William Martin Conway, 1. Baron Conway of Allington, (* 12. April 1856 in Rochester; † 19. April 1937 in London) war ein britischer Kunsthistoriker, Politiker, Bergsteiger und Kunstsammler. Er war Inhaber des ersten Lehrstuhls für Kunstgeschichte in England.

William Martin Conway

## Leben

### Jugendzeit
William Martin Conway wurde als Sohn des Pfarrers William Conway, damals Canon an der Kathedrale von Rochester, und dessen Ehefrau Elizabeth Martin geboren. William Martin war ihr drittes Kind und der erste Sohn, nachdem ein Bruder bald nach der Geburt verstorben war. 1864 zog die Familie nach Westminster, wo sein Vater Rector an der St Margaret’s Church wurde, so dass Conway mit der faszinierenden Welt der Geschichte des Mittelalters aufwuchs. Er half sogar bei Ausgrabungen und durfte die Überreste von König Richard II. berühren. Er wurde an die Repton School geschickt und nahm danach das Studium der Mathematik am Trinity College in Cambridge auf. Nach den Vorstellungen seiner Eltern sollte er wie sein Vater Pfarrer werden.
Der Tod seines Vaters 1876 brachte dem 20-Jährigen eine Freiheit, die er nie zuvor erfahren hatte. Er ließ die Idee, Priester zu werden, sofort fallen und gab sein Studium der Mathematik auf. Martin verbummelte einige Semester, unternahm Bootsfahrten und besuchte Dinnerparties. Schließlich führte ihn sein Weg in eine Vorlesung von Sidney Colvin, der damals Slade Professor of Fine Art in Cambridge war. Die Begegnung mit der Kunst öffnete ihm die Augen für ungeahnte Möglichkeiten. Er besuchte das Fitzwilliam Museum und entdeckte dessen Sammlung von Drucken. In der Universitätsbibliothek entdeckte er deren Holzschnitte. Er reiste nach Paris, um die Sammlungen des Louvre zu sehen.
Inzwischen wählte er ein „Tripos“-Studienfach, wobei er die Fächer aus einem Hut ziehen musste. Er erwischte Geschichte (Kunstgeschichte war damals noch nicht als Studienfach anerkannt). Das machte jedoch nichts, denn Conway begann die holländischen Inkunabeln in der Universitätsbibliothek unter Anleitung des Bibliothekars Henry Bradshaw zu katalogisieren. Bradshaw ermöglichte ihm auch ein Forschungsjahr in Europa. Schließlich veröffentlichte er 1884 The Woodcutters of the Netherlands (Die Holzschnitzer der Niederlande).  Er erhielt 1879 seinen Bachelor (B.A.) und 1882 sein Master’s Degree.
Während der Semesterferien kletterte er 1874 zum ersten Mal in den Alpen. 

### Familie
1883 traf Conway bei einem Museumsbesuch in Italien Katrina Lambard (1856–1933), eine reiche Erbin. Ihr Vater, Charles Allen Lampard († 1873), war an der Chesapeake and Ohio Railway beteiligt gewesen und ihr Stiefvater war der ehemalige Herausgeber/Eigentümer der “New York World”, Manton Marble (1834–1917). 1884 heiratete Conway Katrina in New York und sie zogen nach London.
William und Katrina hatten eine Tochter, Agnes Ethel, die 1885 geboren wurde. Agnes wurde später eine anerkannte Archäologin, die an Ausgrabungen im Mittleren Osten teilnahm. Sie war mit George Horsfield (1882–1956) verheiratet.
Als Katrinas Zuwendungen aus ihrer Mitgift anstiegen, begannen die Conways Kunst in Form von Bildern, Möbeln, Büchern usw. zu sammeln.
Conway und seine Frau entschlossen sich 1905, das verfallene Allington Castle von Lord Romney zum Preis von £4800 zu kaufen und verbrachten die folgenden 30 Jahre mit der Restaurierung des Anwesens. Conways Schwiegervater unterstützte sie dabei finanziell. Mit seiner Tochter suchte er nach historischen Unterlagen in den Bibliotheken. Das Schloss hatte für viele Gemälde und Skulpturen als Vorlage gedient, so z. B. für William Turner.
Nachdem er 1895 zum Knight Bachelor geschlagen worden war, wurde er 1931 als Baron Conway of Allington, of Allington in the County of Kent, zum erblichen Peer erhoben und erhielt dadurch einen Sitz im House of Lords. Dieser Titel erlosch mit seinem Tod, weil er keinen männlichen Erben hatte.
Mit 68 Jahren hatte Conway eine Affaire mit Monica Hadow, einer 24-jährigen geschiedenen Frau. Frau Hadow heiratete erneut 1930. Conways Frau Katrina starb 1933. Im folgenden Jahr heiratete Conway Iva Christian, die Witwe von Reginald Lawson, Saltwood Castle, Kent.
Conway starb vier Jahre später in einem Pflegeheim in London.

### Späteres Leben
1917 wurde er von der Regierung gebeten, eine Aufzeichnung über den noch andauernden Krieg zu entwickeln. Er reiste nach Frankreich, um Ausstellungsstücke zusammenzutragen und kam der Front so nahe, wie er sich nur eben wagte. Aus diesem Projekt entstand das Imperial War Museum in London, dessen erster Direktor Conway war.
1924 bat ihn die Regierung um eine Reise in das Nachkriegs-Russland, damit er sich ein Bild über den Zustand der Kunstschätze und Antiquitäten verschaffen sollte. Glücklicherweise fand er diese wohlbehalten vor. Später beschrieb er die unzähligen, mit Juwelen geschmückten Schätze, die ihm gezeigt wurden, in seinem Buch Art Treasures in Soviet Russia.

## Beruf und Politik

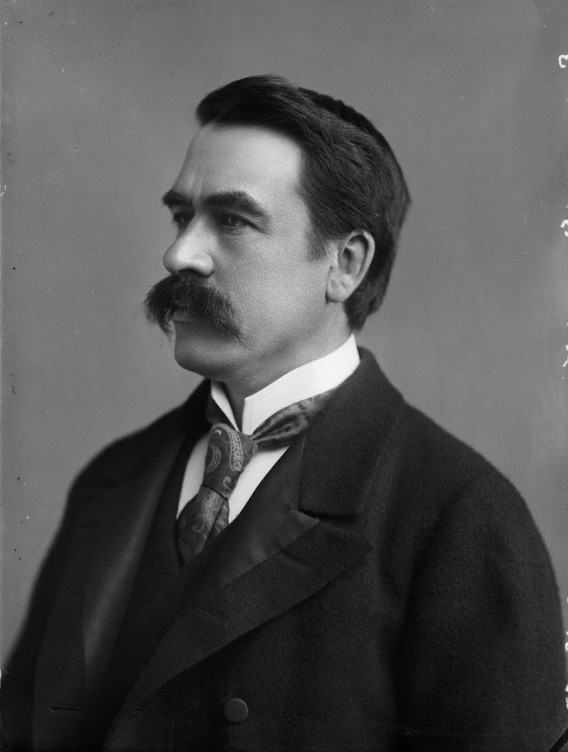
Conway, 1895

Im Alter von 28 Jahren wurde ihm 1885 die Stelle des Roscoe Professor of Art von der Universität Liverpool angeboten. Hierbei handelte es sich nicht um einen lehrende Stellung, sondern um eine repräsentierende. Sie beinhaltete u. a. Reden bei Veranstaltungen der Universität, wobei er die Gelegenheit nutzte, einige Ausstellungen abzuhalten und weitere Bücher zu veröffentlichen.
Conway organisierte mit Philip Henry Rathbone (1828–1895), der eine Schlüsselrolle bei der Einrichtung eines Lehrstuhls für Kunst an der Liverpool University gespielt hatte, die Gründung der National Association for the Advancement of Art and its Application to Industry (NAAAI). Conway fungierte als Sekretär des ersten Congresses und seine Stellung als Roscoe Professor kam ihm zugute, wenn es darum ging, die Unterstützung von vielen wichtigen Künstlern zu erhalten. Lord Frederick Leighton hatte die Präsidentschaft übernommen und den Vorsitz führte Alfred Gilbert, ein Bildhauer und enger Freund von W. Hamo Thornycroft, R. A. (1850–1925), ebenfalls Bildhauer. Walter Crane war einer der Vize-Präsidenten und stand für intellektuelle Glaubwürdigkeit. Ziel des Kongresses war, die Design-Ideologie der Arts-und-Crafts-Bewegung mit einem neuen Stil in der Architektur zu verbinden. Dafür wurden neun Arbeitsgruppen gebildet, hauptsächlich in Malerei, Bildhauerei, Architektur, dekorativer und angewandter Kunst etc. Weitere Kongresse folgten in Edinburgh und Birmingham.
1901 bis 1904 wurde er Slade Professor of Fine Art an der University of Cambridge. Er war der Meinung, dass er sich diese Stellung mit seiner Arbeit in den Sammlungen der Universitätsbibliothek verdient habe.
Von 1918 bis 1931 war er für die Combined English Universities (Vereinten Englischen Universitäten) und damit für die Conservative Party Mitglied im Parlament House of Commons. 1931 wurde er geadelt (Peerage) und musste sein Mandat abgeben.

## Bergsteigen
Conway ging bereits während seines Studiums in die Alpen zum Bergsteigen. Conway begann seine Bergsteiger-Karriere 1872 mit der Besteigung des 4165 Meter hohen Breithorns in den Walliser Alpen bei Zermatt. Seine Durchquerung der Alpenkette vom Monte Viso bis zum Großglockner im Jahre 1894 beschrieb er in seinem Buch The Alps from End to End (1895). Conway wurde 1877 in den Alpine Club (Alpenverein) aufgenommen, dessen Präsident er von 1902 bis 1904 war.
Sein Ansehen als Bergsteiger stieg mit seiner Karakorum-Expedition 1892. Conway plante für die Expedition auch kartografische Arbeiten ein, deshalb waren auch ein Künstler und ein Naturforscher mit von der Partie. Als bergerfahrenen Begleiter wählte er Matthias Zurbriggen und Oscar Eckenstein aus. Die Expedition verließ Kaschmir im Frühling 1892 und kartografierte das Bagrottal am Fuße des Rakaposhi. Im Juni erreichten sie das Hunzatal, einen Monat später erkundete Conway die Nordseite des Rakaposhi. Dann stiegen sie über den Hispargletscher zum Hisparpass auf und überquerten den Biafogletscher, um in das Braldutal zu gelangen. Mit dieser Überquerung gelang ihnen die längeste Gletschertour außerhalb der Polarregionen.
Conway interessierte sich mehr und mehr für das Erforschen und Vermessen, was Eckenstein erzürnte, da dieser vor allem Berge und Gipfel ersteigen wollte. Letztendlich kam es zum Bruch und Eckenstein wurde im Dorf Askole von der Expedition ausgeschlossen. Conway ignorierte den beeindruckenden K2 und beschrieb stattdessen den „Goldenen Thron“, der heute Baltoro Kangri heißt. Dabei erzielten sie einen Höhenrekord. Außerdem wurden während der Expedition 5780 Quadratkilometer kartografiert. Dies hatte ihm 1895 die Ehre eingebracht, zum Ritter geschlagen zu werden.
Nach dieser Expedition reiste Conway noch auf die arktische Insel Spitzbergen, die er ebenfalls erforschte. In späteren Jahren gelangte Conway nach Südamerika, wo ihm in den Anden die Erstbesteigung des Illimani (6439 m) gelang.
1881 veröffentlichte Conway sein erstes Buch über "Bergsteigen in den Berner Alpen" (Climbing the Zermatt) gemeinsam mit W. A. B. Coolidge (1850–1926). Nach der Veröffentlichung des „The Zermatt Pocket Book“ brachte er mit W.A.B. Coolidge eine Reihe von Tourenführern heraus, die seinen Ruhm festigten.

## Ehrungen
Auf der Pariser Weltausstellung von 1900 wurde Conway mit der Goldmedaille für seine Vermessung der Berge ausgezeichnet und 1905 erhielt er die „Founders“-Medaille von der Royal Geographical Society. 1936 wurde er zum assoziierten Mitglied der Académie royale des Sciences, des Lettres et des Beaux-Arts de Belgique gewählt. Die Conway Island in der Antarktis ist nach ihm benannt.

## Veröffentlichungen

### Als Kunsthistoriker
- The artistic development of Reynolds & Gainsborough; two essays. With Illustrations. Publisher: Seeley & Co. London,  1886
- Early Flemish artists and their predecessors on the lower Rhine. Publisher: Seeley & Co. London, Published 1887
- Literary remains of Albrecht Dürer With Transcripts from the British Museum Manuscripts and with Notes upon them by Lina Eckenstein.  Publisher: The Cambridge University Press, 1889
- Dawn of Art in the Ancient World: An Archaeological Sketch. Publisher: Percival and Co., London and MacMillan, New York, 1891
- Early Tuscan Art from the 12th to the 15th Centuries. Publisher Hurst and Blackett Ltd., London 1902
- The sport of collecting. Publisher: F.A. Stokes New York, Published 1914
- The Van Eycks and their followers. Publisher:  E. P. Dutton & Company, New York 1921
- Art Treasures in Soviet Russia. Publisher: E. Arnold & Co., London, 1925
- Agnes Ethel Conway and Sir Martin Conway: The book of art for young people.  16 full-color paintings. Publisher: A. and C. Black London, 1914.  First published September 1909 as "The Children’s Book of Art". Reprinted in 1914, 1927, and 1935

### Als Bergsteiger und Kartograph
- Climbing and exploration in the Karakoram-Himalayas. With three hundred Illustrations by A. D. McCormick. And a Map. Published: T. Fisher Unwin, London, 1894
- The first crossing of Spitsbergen, With Contributions by John Walter Gregory, Edmund Johnston Garwood, Aubyn Bernard Rochfort Trevor-Battye. Together with Eight Coloured Plates reproduced in facsimile from Sketches by H. E. Conway, Two Maps, and about One Hundred Full-Page and Text Illustrations from Photographs and Sketches. Publisher: J. M. Dent & Co., London 1897
- With ski & sledge over Arctic glaciers. Illustrated from photographs taken by E. J. Garwood.  Publisher: J.M. Dent & co. London, 1898
  - Appendix: Account of Herr Nordenskjöld’s Traverse of the Glaciers from Horn Sound to Bell Sound in 1890
- THE ALPS DESCRIBED BY W. MARTIN CONWAY.  PAINTED BY A. D. McCORMICK. Publisher: Adam and Charles Black, London 1904 – The Project Gutenberg EBook
- The Alps from End to End. With 52 full plates Illustrations by A.D. McCormick. And a Chapter by the Rev. W.A.R. Coolidge. Publisher: Archibald Costable & Co.k, London, 1900
- The Bolivian Andes; A RECORD OF CLIMBING AND EXPLORATION IN THE CORDILLERA REAL IN THE YEARS 1898 AND 1900. Publisher: John Murray London, Year 1901 1st UK ed
- ACONCAGUA AND TIERRA DEL FUEGO: A BOOK OF CLIMBING, TRAVEL AND EXPLORATION. With twenty-seven illustrations and a map. 1902 1st UK edition Publisher: Cassell and company, Ltd. London and New York, 1902
- Climbing and Exploration in the Karakoram-Himalayas. Containing Scientific Reports by Prof. T. G. Bonney, D.Sc, F.R.S.; Dr. A. G. Butler, F.L.S., F.Z.S.; W. Martin Conway; W. Laurence H. Duckworth, B.A.; Lt.-Col. A. G. Durand, C.B.; W. Botting Hemsley, F.R.S.; W. F. Kirby, F.L.S., F.E.S.; Miss C. A. Raisin, B.Sc.; and Prof. C. F. Roy, F.R.S. With Frontispiece portrait of the author. Publisher: T. Fisher Unwin, London, 1904
- No Man’s Land: a history of Spitsbergen from its discovery in 1596 to the beginning of the scientific exploration of the country. University Press, Cambridge 1906
- Mountain memories; a pilgrimage of romance. Publisher: Funk and Wagnalls company, New York, and Cassell & Co., London, 1920
  - Chapter XV, The Baltoro
- EPISODES IN A VARIED LIFE. Publisher: Country Life Limited 1932, 1st UK edition
- weitere Werke von William Martin Conway im Internet Archive